# Mallasettipura, Sidlaghatta
Mallasettipura là một làng thuộc tehsil Sidlaghatta, huyện Chikkaballapur, bang Karnataka, Ấn Độ.